# II. Vilmos hainaut-i gróf
II. Vilmos hainaut-i gróf (1317 – 1345. szeptember 26.) volt I. Vilmos hainaut-i gróf és Valois Johanna legidősebb fia, aki apja halála után 1335-től Hainaut, Holland és Zeeland grófja volt.

## Élete
Vilmos fiatalkorában zarándoklatot tett a Szentföldre, később pedig az Ibériai-félszigeten harcolt a mórok ellen. Amikor 1335-ben apja meghalt, éppen egy franciaellenes ligát szervezett a környékbeli államokból, hogy III. Eduárd angol királyt (vejét) támogassa. Vilmos hűbérura és sógora, IV. Lajos német-római császár is támogatta az angol követeléseket és megparancsolta Vilmosnak, hogy részt vegyen a franciák elleni harcban. Vilmos eleinte vonakodott, mert a francia királyok korábban családját támogatták a flamand grófok elleni harcban, mire III. Eduárd hainaut-i területeket fosztogatott. Vilmos szövetséget kötött VI. Fülöp francia királlyal, de ez nem tartott sokáig. Az 1340-es sluisi csata után - amikor III. Eduárd flottája megsemmisítette a francia flottá - Vilmos ismét Eduárd oldalára állt. Feltehetőleg bátor lovag volt, mert a harcok során kiérdemelte a Merész melléknevet. Később VI. Fülöp francia király, aki Vilmos nagybátyja volt anyja, Valois Johanna révén, kieszközölte, hogy tűzszünetet kössenek.
Vilmos három alkalommal vett rész a teuton lovagok keresztes hadjárataiban a pogány litvánok és poroszok ellen. Hogy ezeket a hadjáratokat finanszírozni tudja, számos előjogot garantált az uralma alá tartozó városoknak. 1340-ben pedig városi rangra emelte Rotterdamot.
Vilmos 1345-ben ostrom alá vette Utrecht várost, mivel annak püspöke, Jan van Arkel korábban Vilmos pártfogoltja volt, de a gróf ellen fordult. A nyolc hétig tartó ostrom után a püspök kénytelen volt elismerni a gróf fennhatóságát. Ezután hadjáratot indított Frízföldre, hogy elfoglalja a még megmaradt önálló területeket. A hadjáratba elkísérte nagybátyja, Jean de Beaumont, Soissons grófja is. Hajóval mentek a fríz partokig és mivel túl sok felszerelést kellett szállítaniuk - a helyi St. Odulphus kolostort akarták erődítménynek kiépíteni - a lovagok lovait nem tudták elszállítani. Miután a sereg két helyen szállt partra, Vilmos és Jean de Beaumont külön-külön vonultak a kolostor ellen. A helyiek előbb visszavonultak, majd elszakították Vilmost és kíséretét a főseregtől és lekaszabolták őket. A menekülő lovagokat mocsaras terület felé szorították vissza, ahol könnyűszerrel le tudták győzni őket.
1345. szeptember 26-án a warnsi csata során vesztette életét, utóda nővére, Margit lett.

## Fordítás
- Ez a szócikk részben vagy egészben  a   William II, Count of Hainaut című angol Wikipédia-szócikk fordításán alapul.  Az eredeti cikk szerkesztőit annak laptörténete sorolja fel. Ez a jelzés csupán a megfogalmazás eredetét és a szerzői jogokat jelzi, nem szolgál a cikkben szereplő információk forrásmegjelöléseként.